# El Ranchito, El Fuerte
El Ranchito är en ort i Mexiko.   Den ligger i kommunen El Fuerte och delstaten Sinaloa, i den västra delen av landet, 1 200 km nordväst om huvudstaden Mexico City. El Ranchito ligger 26 meter över havet och antalet invånare är 597.
Terrängen runt El Ranchito är huvudsakligen platt, men åt nordväst är den kuperad. Runt El Ranchito är det ganska glesbefolkat, med 31 invånare per kvadratkilometer. Närmaste större samhälle är Los Mochis, 19,8 km söder om El Ranchito. Trakten runt El Ranchito består till största delen av jordbruksmark.